# Chiesa di San Silvestro Papa (Crevalcore)
La chiesa di San Silvestro Papa è la parrocchiale di Crevalcore, in città metropolitana ed arcidiocesi di Bologna; fa parte del vicariato di Persiceto – Castelfranco.

## Storia
A Crevalcore fu fondata una cappella intorno al 1230, periodo in cui venne edificato il castello. Tra il 1360 ed il 1380 circa fu eretto il campanile, che fu poi rifatto nel Quattrocento, come attesta un'iscrizione recitante: Campanile istud quod fabricari fecit Ugucio Ugonis de Zamcharis inceptum fuit per comune Crevalcorii anno Domini 1421 et finitum 1424. Nel XVIII secolo si decise di rifare la parrocchiale, ma il progetto non trovò seguito immediato.
Nella seconda metà dell'Ottocento il progetto sembrò realizzarsi quando si iniziò con la costruzione sulla fiancata sud di una facciata che, nei piani originari, avrebbe dovuto costituire la parte anteriore della nuova chiesa, ma, alla fine, neanche questa volta il progetto ebbe seguito. La vecchia cappella fu demolita nel 1901 per far posto alla recente parrocchiale, di maggiori dimensioni, iniziata in quello stesso anno e portata a termine nel 1928 su progetto di Luigi Gulli. L'edificio venne restaurato nel 1975. Il terremoto dell'Emilia del 2012 danneggiò gravemente la chiesa, che, dopo questo fatto, subì un lungo processo di ristrutturazione e risanamento durato sei anni; il 23 settembre 2018 la chiesa fu finalmente riaperta al culto.

## Interno
Opere di pregio conservate all'interno della chiesa sono un lacerto di affresco, forse realizzato da Simone dei Crocifissi, trecentesco con soggetto l'Incoronazione della Vergine un Crocifisso ligneo risalente al XV-XVI secolo, un dipinto raffigurante San Silvestro, eseguito da Giovanni Maria Viani, uno San Francesco stimmatizzato, dipinto da Giacomo Cavedone tra il 1630 ed il 1635 e proveniente dalla dismessa chiesa di Santa Maria dei Poveri, ed uno l'Adorazione dei Magi, opera del 1565 circa di Orazio Samacchini originariamente posta nella chiesa della Santa Croce.